# エル・コルテ・イングレス
エル・コルテ・イングレス(El Corte Ingles S.A.)は、スペイン・マドリードに本社を置く 百貨店（デパート）グループ。ヨーロッパ最大、世界第4位の百貨店グループである。スペインに現存する唯一の百貨店チェーンであり、百貨店以外にも様々な業種の企業を所有している。社名は前身の注文服店に由来し、「イングランド仕立て」の意味である。典型的なファミリー企業であり、長らく非上場だった。2021年現在、国際百貨店協会に加盟する12百貨店グループ企業の1つ。

## 歴史

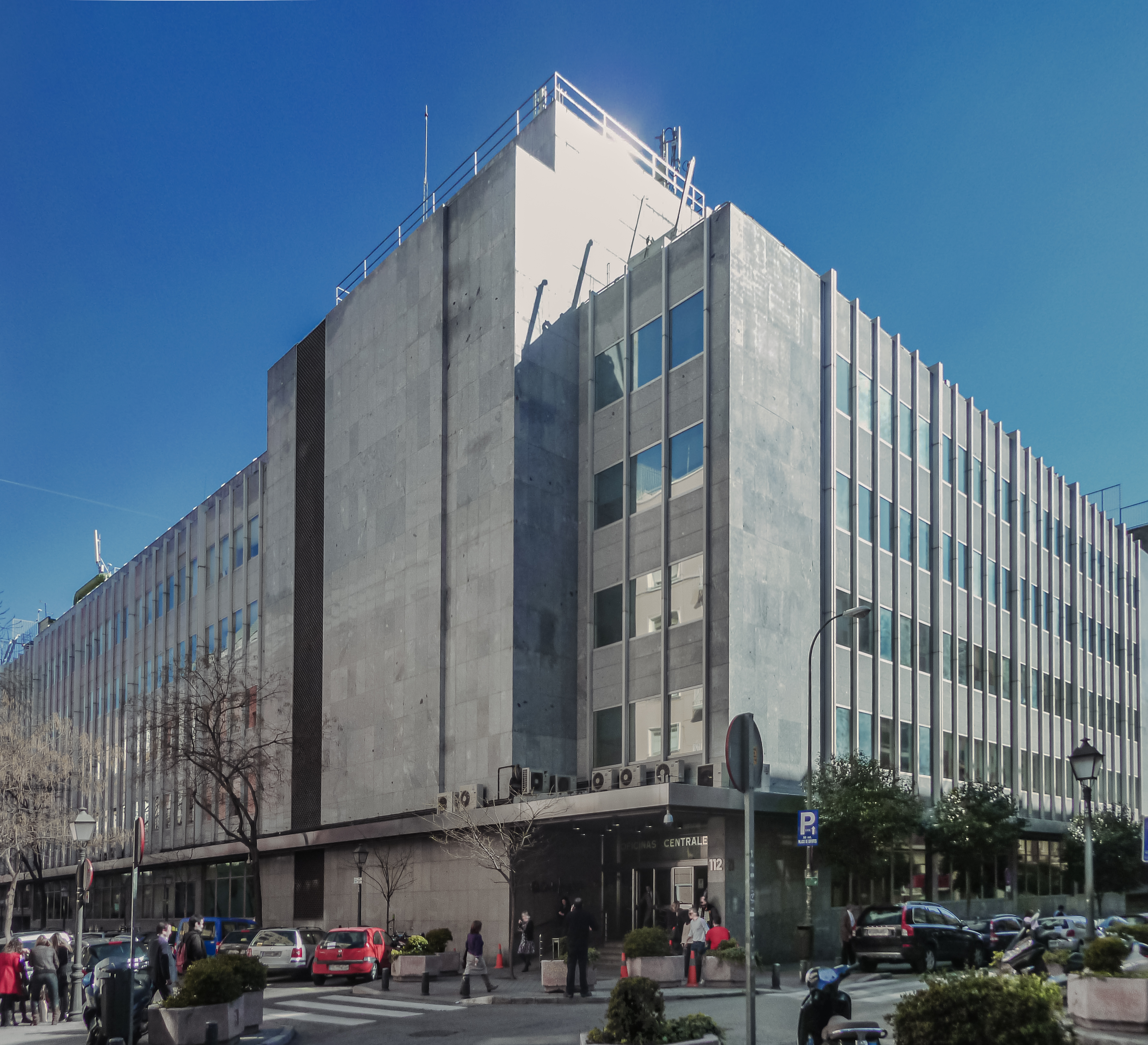
マドリードにある本社

1904年生まれのラモン・アレセスは15歳の時にキューバのハバナに移住し、小売チェーン店のアルマセネス・エル・エンカントで働く中で百貨店ビジネスの基礎を学んだ。その後帰国したアレセスは、1934年にマドリードの中心通りであるプレシアードス通りの子供服専門の仕立て屋（1890年創業）を買い取り、有限会社化してエル・コルテ・イングレスと命名した。スペイン内戦後の1940年6月28日には株式会社化したが、この際の従業員数はわずか7人だった。1946年にはマドリードの店舗を5階建のビルに建て替えて百貨店形態に切り替え、1960年代にはバルセロナ、バレンシア、セビリアにも店舗を開店させた。1969年に旅行会社を立ち上げたのを皮切りに、情報通信会社、保険会社、建築会社などのグループ企業を次々に設立し、1979年にはイペルコールというブランド名でハイパーマーケット業界に進出。
1989年8月にアレセスが死去すると、アレセスの甥であるイシドロ・アルバレスが後任の代表取締役に就任し、アルバレスはスペインでもっともパワフルな実業家のひとりとなった。アルバレスはマドリード・コンプルテンセ大学で経営学と経済学を学び、24歳でエル・コルテ・イングレスの役員になると、31歳だった1966年には重役に昇格していた。百貨店業界で唯一の競争相手といえるのがガレリアス・プレシアードスだったが、1995年には破産間際のガレリアス・プレシアードスを買収した。2001年には、目立った百貨店が存在しないポルトガルの首都リスボンに初の国外店舗を開店させた。国外展開などが評価され、2004年度には全米小売業連盟賞を受賞した。2006年にはポルト近郊のヴィラ・ノヴァ・デ・ガイアにポルトガルでの2号店を開店させた。
エル・コルテ・イングレスは音楽、映画、ポータブル電子機器、家庭用電子機器、家具、ハードウェア、書籍、衣類、食料品、高級食品、自動車、不動産など、様々なジャンルの製品を提供している。2010年代にはファッション専門サイトの開設や高級ブランドのオンラインショップ開設を行い、ネット販売の取り組みに力を入れている。2013年10月、サンタンデール銀行グループに対して51%の株式を約1億4,000万ユーロで売却した。2014年9月にはCEOのアルバレスが死去し、アルバレスの甥である38歳のディマス・ヒメノがCEOに就任した。

## 店舗

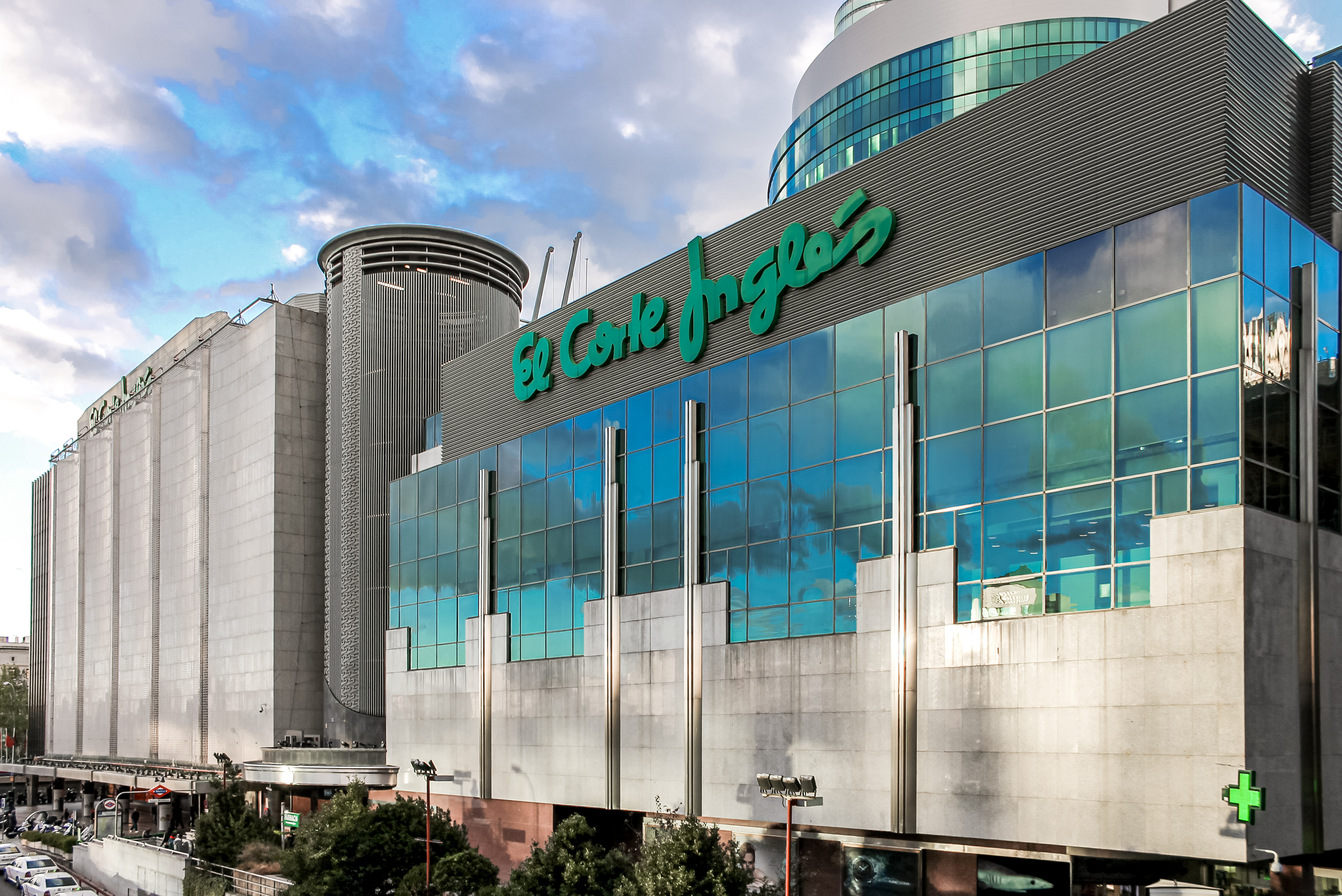
マドリードにある店舗

2013年時点ではスペインに206店舗、ポルトガルに2店舗の計208店舗を持つ。多くの店舗を持つ州はアンダルシア州の45店舗、マドリード州の42店舗、カタルーニャ州とバレンシア州の21店舗などであり、多くの店舗を持つ都市はマドリードの26店舗、バルセロナの11店舗、バレンシアの8店舗などである。ポルトガルにはリスボンとポルト近郊に1店舗ずつを持つ。

### 旗艦店
エル・コルテ・イングレスの旗艦店はマドリードのライムンド・フェルナンデス・ビリャベルデ通りにある店舗である。いくつかの建物を包含した複合施設の中にあり、スペインのあらゆる大型店の中でもっとも包括的なデザイナーズ・コレクションを持つ。この旗艦店に入居するブランドは、エルメス、ルイ・ヴィトン、カルティエ、アルマーニ、アルマーニ・ジーンズ、アルマーニ・コレツィオーニ、グッチ、ロエベ、Dockers、ラルフ・ローレン、ブルガリ、ディオール、ディオール・オム、Georges Rech、ヴェルサーチ、ヒューゴ・ボス、ボス・ウーマン、エルメネジルド・ゼニア、トミーヒルフィガー、ドルチェ&ガッバーナ、バーバリー、Faconnable、Pal Zileri、Paul & Shark、ラコステ、Pavillon Christofle、Carolina Herrera、エスカーダ・スポルト、James Purdey & Sons、ロイズ、Purificacion Garcia、カルバン・クライン、Caroll Paris、Amitie、Episode、エル・コルテ・イングレスのストアブランド（Emidio TucciやDustin）などである。また、Aldeoのマドリード支店も内包しており、ブシュロンやブランパンやハミルトンなどの装飾具を取り扱っている。

## 事故と補償
2013年4月24日、バングラデシュの首都ダッカ近郊のシャヴァールで8階建ての商業ビル「ラナ・プラザ」が崩壊し、少なくとも1,127人が死去し、2,438人以上が負傷した。この商業ビルには約5,000人を雇用するいくつかの縫製工場、商店、銀行などが入居しており、エル・コルテ・イングレスに加え、ベネトン（イタリア）、ジョー・フレッシュ、ザ・チルドレンズ・パレス、プリマーク、Monsoon、DressBarnなどの下請け工場が入居していた。2013年9月、国際労働機関(ILO)などはラナ・プラザの工場から製品を調達していた28社を補償協議会合に呼んだが、会合に出席したのは10社にも満たなかった。エル・コルテ・イングレス、ベネトン（イタリア）、プリマーク（イギリス）、ロブロー（カナダ）の小売業4社は、犠牲者補償に関する土台の共同作成を決定した。

## 系列企業
- イーペルコル – 総合スーパー
- スーペルコル – スーパーマーケット
- レプソル・オーペンコル - ガソリンスタンド内設コンビニ
- エスフェラ - 衣料品
- オプティカ2000 – 視聴覚産業
- ブリコル – ホームセンター
- ビアヘス・エル・コルテ・イングレス – 旅行会社
- テクノロヒアス・デ・ラ・インフォルマシオン・イ・コムニカシオネス
- セントロ・デ・セグーロス・イ・セルビシオス(CESS)
- セグーロス・エル・コルテ・イングレス – 保険
- フィナンシエーラ・エル・コルテ・イングレス